# Emilio Insolera
Emilio Insolera (Buenos Aires, 29 gennaio 1979) è un attore, produttore cinematografico e sceneggiatore italiano, membro della comunità sorda.
Attore sordo, ha scritto, prodotto e diretto Sign Gene: i primi supereroi sordi, il primo film al mondo su supereroi sordi, di cui ha anche interpretato il ruolo protagonista di Tom Clerc, supereroe portatore di una potente mutazione genetica nota come SGx29 che gli permette di creare superpoteri tramite l’uso della lingua dei segni. 
Nel 2019, Insolera si unisce al film di spionaggio della Universal Pictures, The 355, del regista di X-Men - Dark Phoenix, Simon Kinberg, al fianco di Jessica Chastain, Penélope Cruz, Diane Kruger, Lupita Nyong'o, Bingbing Fan, Sebastian Stan ed Édgar Ramírez.
Tra il 2022 e il 2024, Insolera ha collaborato a film per Universal Pictures, Disney e Paramount Pictures.

## Biografia
Insolera è nato sordo a Buenos Aires, in Argentina, da genitori italiani, padre siciliano e madre lombarda, anch’essi sordi. Fino all'età di dieci anni cresce nella capitale argentina, per poi far ritorno con la famiglia in Italia, stabilendosi in Sicilia, dove frequenta le elementari e le medie. Si trasferisce in Puglia per le superiori. Vincitore della borsa di studio Fulbright-Wirth, si reca presso la Gallaudet University, Washington l'unica università al mondo bilingue, ASL e inglese, pienamente accessibile agli studenti sordi, completa i suoi studi e si laurea in linguistica e cinema. Successivamente consegue un master in comunicazione di massa con lode presso l'Università di Roma La Sapienza. Si trasferisce a New York, dove comincia la sua carriera come creativo produttore per MTV. Insolera, oltre ad essere nativo in lingua dei segni, parla e legge i labiali.

## Carriera

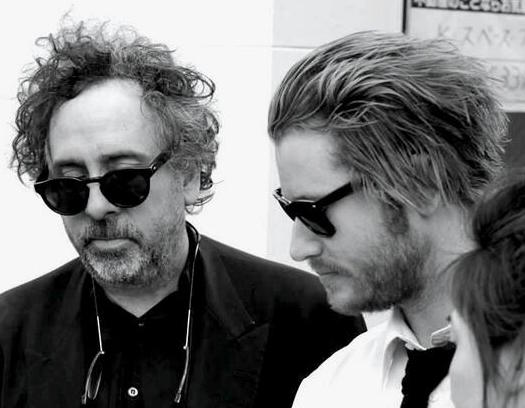
Tim Burton ed Emilio Insolera in Tokyo

Girato tra Giappone, Stati Uniti e Italia, Insolera realizza Sign Gene, il primo film d'azione e avventura con supereroi sordi, che acquisiscono superpoteri grazie all'uso della lingua dei segni.. I supereroi scatenano dei poteri grazie a una mutazione genetica nota come SGx29, derivata da "secoli di oppressione sociale e linguistica": possono muovere oggetti ordinando in lingua dei segni, ad esempio chiudendo una porta con il segno di "chiudi"; creare armi, come spade, descrivendo manualmente la forma, o sparare proiettili con il segno di "pistola".
Ispirato dai film come Blade Runner di Ridley Scott (1982) e Black Rain - Pioggia sporca (1989), oltre al film d'animazione Akira (1988), Insolera aveva inizialmente pianificato di realizzare uno short film. Tuttavia, sollecitato dalle numerose richieste di partecipazione, ha deciso di sviluppare la sceneggiatura e convertirla in un lungometraggio.. Il casting è avvenuto principalmente attraverso il passaparola: Insolera è stato soprattutto alla ricerca di comunicatori visuali nativi e fluenti in lingua dei segni.
Il film Sign Gene è stato presentato in Anteprima Mondiale l'8 settembre 2017 e distribuito nelle sale italiane dalla UCI Cinemas il 14 settembre 2017. Il film è stato poi proiettato negli Stati Uniti a partire dal 13 Aprile 2018 con un'anteprima alla Laemmle Music Hall di Los Angeles.  In Giappone, è stato distribuito il 14 settembre 2018 in collaborazione con l'IIC Tokyo e Alfa Romeo Japan e successivamente proiettato nelle sale della TOHO Cinemas dal 15 novembre 2018 tramite la casa di distribuzione Presidio.
Su Los Angeles Times, Michael Rechtshaffen descrive il film come uno che ha una voce filmica fresca, unica" e un "pot-pourri dal ritmo frenetico di materiali d'archivo combinate con la lingua dei segni e stroboscopiche sequenze d'azione eseguite da un cast di sordi, video effetti simulando granulosità, pellicole graffianti e quel mix sonoro, di cui sopra menzionato,  tutto avvolgente con un risultato finale che si dimostra di essere tanto inventivo quanto potente. In Corriere della Sera, Michela Trigari afferma che Sign Gene rende visibile quello che è invisibile agli occhi grazie all'idea del potere generato dalla lingua dei segni. Dal regista al cast internazionale, tutti sono di famiglia sorda da generazioni scrive Lucia Bellaspiga in Avvenire Il maggior merito di Sign Gene, insomma, è di squarciare il velo che separa gli udenti dal mondo misterioso e affascinante dei sordi, proprio come è avvenuto nella platea dell’Odeon al momento della festa, tutta unita da quel brindare in silenzio, da quel parlare animatamente senza voce, da quel gioire mimato in cui noi – incapaci di comunicare – eravamo i soli esclusi, muti come pesci in una società abilissima e aliena. Sì, se voleva sovvertire, Insolera ha fatto centro. Insolera intervistato dalla BBC Radio, spiega Puoi notare l’esistenza di queste grandiose lingue dei segni che sono incredibilmente visuali, e queste richiedono spazio, queste richiedono spazio per crescere. Pacific Standard sostiene che è difficile uscire dal film senza avere la sensazione di aver visto qualcosa di completamente nuovo e The Japan Times afferma che Insolera è colui che ha i superpoteri.
Insolera appare nella cover della rivista giapponese, Tokyo Weekender, edizione Novembre 2018, per firma del noto fotografo di fama mondiale Leslie Kee. Nello stesso mese, in occasione del 20º anniversario della mostra fotografica di Leslie Kee, “WE ARE LOVE” in Tokyo, Insolera è stato ritratto nel poster principale.
Successivamente, Emilio Insolera è stato protagonista di una fashion story su Vanity Fair Italia con Carola Insolera.
Dal gennaio 2019, Insolera ha collaborato con Striscia La Notizia in varie puntate su temi relativi alla sordità.
Nel settembre 2019, è stato annunciato che l’attore Emilio Insolera si è unito al cast del film di spionaggio diretto dal regista Simon Kinberg, The 355, accanto a star internazionali come Jessica Chastain, Penélope Cruz, Diane Kruger, Lupita Nyong'o, Bingbing Fan, Sebastian Stan ed Édgar Ramírez. La Universal Pictures ha inizialmente previsto l’uscita del film per il 15 gennaio 2021 ma a causa della pandemia di COVID-19 è stata posticipata al 14 gennaio 2022. Jessica Chastain, vincitrice dell'Oscar alla miglior attrice, ha aiutato Insolera a ottenere un'audizione con Simon Kinberg, portandolo a ottenere il ruolo di Giovanni Lupo, un hacker. Insolera ha commentato sul personaggio: "è il tipo di persona che, come molti individui sordi nella vita reale, è riuscito a raggiungere un livello molto alto da solo. Non viene spiegato nel film, ma forse grazie alla sua sordità, Lupo potrebbe aver affrontato barriere comunicative più alte e si sia isolato per connettersi in modo significativo con la tecnologia. La tecnologia è diventata il suo migliore amico".
Nel 2022, Insolera ha lavorato al doppiaggio inglese per la serie  Disney Limbo  di Mariano Cohn e Gastón Duprat, prestando la voce a un personaggio sordo. 
Ad aprile 2024, Insolera è stato protagonista della copertura di una mostra fotografica organizzata da LVMH Moët Hennessy Louis Vuitton  Supermagazine. La mostra presentava 30 celebrità internazionali, ognuna delle quali indossava capi di diversi Maisons LVMH. Insolera era vestito in Loro Piana, il Maison assegnato a lui. La rivista includeva anche foto della sua famiglia, tutti vestiti con articoli del brand 
Nel luglio 2024, Paramount Pictures ha rilasciato Here After, un thriller di Robert Salerno, per il quale Insolera ha lavorato come consulente 

## Vita personale
Insolera convive con la modella norvegese Carola Insolera. La loro relazione è nata a Tokyo.

## Impegno umanitario
Insolera collabora con LISMedia e Mason Perkins Deafness Fund alla realizzazione del primo dizionario della Lingua dei Segni Italiana in formato digitale, disponibile ora su DVD e come app. Nel 2025, Insolera ha lanciato il Deaf Movie Database (DMDb), il primo archivio online al mondo interamente dedicato al cinema sordo. La piattaforma raccoglie e cataloga film che vedono protagonisti attori sordi, registi sordi, storie incentrate sull’esperienza sorda e opere in lingua dei segni. Il sito rappresenta una risorsa unica per professionisti del settore e studiosi con l’obiettivo di valorizzare la cultura sorda e renderla più visibile a livello internazionale.

## Filmografia
- Sign Gene (2017)
- Secret Team 355 (The 355), regia di Simon Kinberg,  (Universal Pictures, 2022)
- L'Aldilà (Here After), regia di Robert Salerno, (Paramount Pictures, 2024)

## Serie
- Limbo Gastón Duprat e Mariano Cohn (Disney,  2022)

## Televisione
- Striscia La Notizia (Canale 5, 2018-2023)
- Rou Wo Ikiru (NHK, 2008, 2018)
- Sky Sport 24 (Sky Italia, 2018)

## Pubblicità
- Martini (cocktail) - spot Play With Time (2017)
- Green Energy Storage (2017)